# Sydney Sweeney
Sydney Sweeney (Spokane, 12 september 1997) is een Amerikaanse actrice.

## Carrière
Sweeney speelde kleine gastrollen als kind in verschillende populaire televisieseries en speelde mee in films als The Ward, Once Upon a Time in Hollywood en Under the Silver Lake. Ze geraakte bekend als Emaline Addario in Everything Sucks! en speelde meerdere afleveringen in The Handmaid's Tale, Sharp Objects en Euphoria. Ze werd ook al enkele keren genomineerd voor enkele prijzen en kon van 13 nominaties er vier verzilveren.
In september 2023 speelde ze de hoofdrol in de videoclip Angry van de band Rolling Stones. 

## Filmografie

### Films
| Jaar | Film                               | Rol                            | Opmerkingen |
| ---- | ---------------------------------- | ------------------------------ | ----------- |
| 2009 | ZMD: Zombies of Mass Destruction   | Lisa                           |             |
| 2010 | The Ward                           | Jonge Alice                    |             |
| 2010 | Poppies: Odyssey of an Opium Eater | Sarah Detzer                   |             |
| 2011 | The Bling Ring                     | Izzy Fishman                   |             |
| 2013 | Spiders 3D                         | Emily                          |             |
| 2015 | The Martial Arts Kid               | Julia                          |             |
| 2015 | Stolen from the Suburbs            | Emma Hudson                    |             |
| 2016 | Cassidy Way                        | Kelsey Connors                 |             |
| 2016 | Angels in Stardust                 | Annie                          |             |
| 2017 | Vikes                              | Ida                            |             |
| 2017 | Dead Ant                           | Sam                            |             |
| 2018 | Relentless                         | Ally                           |             |
| 2018 | Tell Me Your Name                  | Ashley                         |             |
| 2018 | The Wrong Daughter                 | Samantha                       |             |
| 2018 | Under the Silver Lake              | zichzelf                       |             |
| 2019 | Big Time Adolescence               | Holly                          |             |
| 2019 | Clementine                         | Lana                           |             |
| 2019 | Once Upon a Time in Hollywood      | Dianne 'Snake' Lake            |             |
| 2020 | Nocturne                           | Juliet                         |             |
| 2021 | The Voyeurs                        | Pippa                          |             |
| 2021 | Downfalls High                     | Scarlett                       |             |
| 2021 | Night Teeth                        | Eva                            |             |
| 2023 | Americana                          | Penny Jo Poplin                |             |
| 2023 | Reality                            | Reality Winner                 |             |
| 2023 | Anyone but You                     | Bea                            |             |
| 2024 | Immaculate                         | Cecilia                        |             |
| 2024 | Madame Web                         | Julia Carpenter / Spider-Woman |             |
| 2024 | Eden                               | Margaret Wittmer               |             |

### Videoclips
| Jaar | Artiest        | Nummer    |
| ---- | -------------- | --------- |
| 2019 | Halsey         | Graveyard |
| 2023 | Rolling Stones | Angry     |

### Televisie
| Jaar      | Serie                    | Rol                                      | Extra   |
| --------- | ------------------------ | ---------------------------------------- | ------- |
| 2009      | Heroes                   | Klein meisje                             | 1 afl.  |
| 2010      | Chase                    | Kayla Edwards                            | 1 afl.  |
| 2010      | 90210                    | Meisje                                   | 1 afl.  |
| 2011      | Kickin' It               | Kelsey Vargas                            | 1 afl.  |
| 2014      | Grey's Anatomy           | Erin Weaver                              | 1 afl.  |
| 2017      | The Middle               | Studente                                 | 1 afl.  |
| 2017      | Pretty Little Liars      | Willa                                    | 1 afl.  |
| 2017      | In the Vault             | Haley Caren                              | 7 afl.  |
| 2017      | Monster School Animation | Madeline Rayon                           | 1 afl.  |
| 2018      | Everything Sucks!        | Emaline Addario                          | 10 afl. |
| 2018      | The Handmaid's Tale      | Eden Spencer                             | 7 afl.  |
| 2018      | Sharp Objects            | Alice                                    | 7 afl.  |
| 2019-2022 | Euphoria                 | Cassie Howard                            | 16 afl. |
| 2020      | Day by Day               | Winnie                                   | 1 afl.  |
| 2021      | The White Lotus          | Olivia Mossbacher                        | 6 afl.  |
| 2021      | Strawberry Spring        | Anne Bray                                | 8 afl.  |
| 2021-2022 | Robot Chicken            | Barbie / Bioscoopmeisje / Riley Andersen | 4 afl.  |

### Prijzen en nominaties
| Jaar | Prijs                                                    | Categorie                                                                                          | Film/Serie          | Resultaat   |
| ---- | -------------------------------------------------------- | -------------------------------------------------------------------------------------------------- | ------------------- | ----------- |
| 2010 | New York International Independent Film & Video Festival | Best Actress                                                                                       | Takeo               | Gewonnen    |
| 2011 | Young Artist Award                                       | Best Performance in a Short Film - Young Actress                                                   | Takeo               | Genomineerd |
| 2011 | Young Artist Award                                       | Best Performance in a TV Series - Guest Starring Young Actress 11-15                               | Chase               | Genomineerd |
| 2018 | Gold Derby TV Award                                      | Ensemble of the Year                                                                               | The Handmaid's Tale | Gewonnen    |
| 2019 | Screen Actors Guild Awards                               | Outstanding Performance by an Ensemble in a Drama                                                  | The Handmaid's Tale | Genomineerd |
| 2019 | Sidewalk Film Festival                                   | Best Shout Feature - Special Mention: Acting                                                       | Clementine          | Gewonnen    |
| 2019 | Young Artist Award                                       | Best Ensemble Performance in a Streaming Series or Film                                            | Everything Sucks!   | Genomineerd |
| 2021 | Pena de Prata                                            | Best Ensemble in a Limited Series or Anthology Series or TV Special                                | The White Lotus     | Gewonnen    |
| 2022 | MTV Movie + TV Awards                                    | Best Performance in a Show                                                                         | Euphoria            | Genomineerd |
| 2022 | Gold Derby TV Award                                      | Drama Supporting Actress                                                                           | Euphoria            | Genomineerd |
| 2022 | Dorian TV Awards                                         | Best Supporting TV Performance                                                                     | Euphoria            | Genomineerd |
| 2022 | Primetime Emmy Award                                     | Outstanding Supporting Actress in a Drama Series                                                   | Euphoria            | Genomineerd |
| 2022 | Primetime Emmy Award                                     | Outstanding Supporting Actress in a Limited or Anthology Series or Movie                           | The White Lotus     | Genomineerd |
| 2022 | HCA Television Awards                                    | Best Supporting Actress in a Broadcast Network or Cable Limited Series, Anthology Series, or Movie | The White Lotus     | Genomineerd |
| 2022 | HCA Television Awards                                    | Best Supporting Actress in a Broadcast Network or Cable Series, Drama                              | Euphoria            | Genomineerd |

- Bibsys: 1707991621123
- Gemeinsame Normdatei: 1282111299
- International Standard Name Identifier: 0000 0005 0002 5467
- Library of Congress Control Number: no2019003369
- MusicBrainz: 7da85cb4-23fc-43fc-ad2f-936c0da7459c
- Nationale Bibliotheek van Israël: 987009445033405171
- Nederlandse Thesaurus van Auteursnamen: 442812957
- Système universitaire de documentation: 267353170
- Virtual International Authority File: 1384154741632353110004
- WorldCat: E39PBJt44DfVDr6WM9rTQ7MMfq